# Kawasaki Vulcan
Kawasaki Vulcan är Kawasakis glidarmodell. Vulcan började tillverkas 1984. Motorcykeln saluförs i Sverige under modellbeteckningen VN. Kubikstorlekarna har varit från 400cc upp till VN2000 med sina 2052cc fördelat på två cylindrar i V-form.
Modellen har blivit enormt populär bland svenska knuttar och det finns en egen svensk förening med över 5000 medlemmar.